# Matsumori Akira
Akira Matsumori (sinh ngày 19 tháng 11 năm 1977) là một cầu thủ bóng đá người Nhật Bản.

## Sự nghiệp câu lạc bộ
Akira Matsumori đã từng chơi cho Júbilo Iwata.